# Dominion Radio Astrophysical Observatory

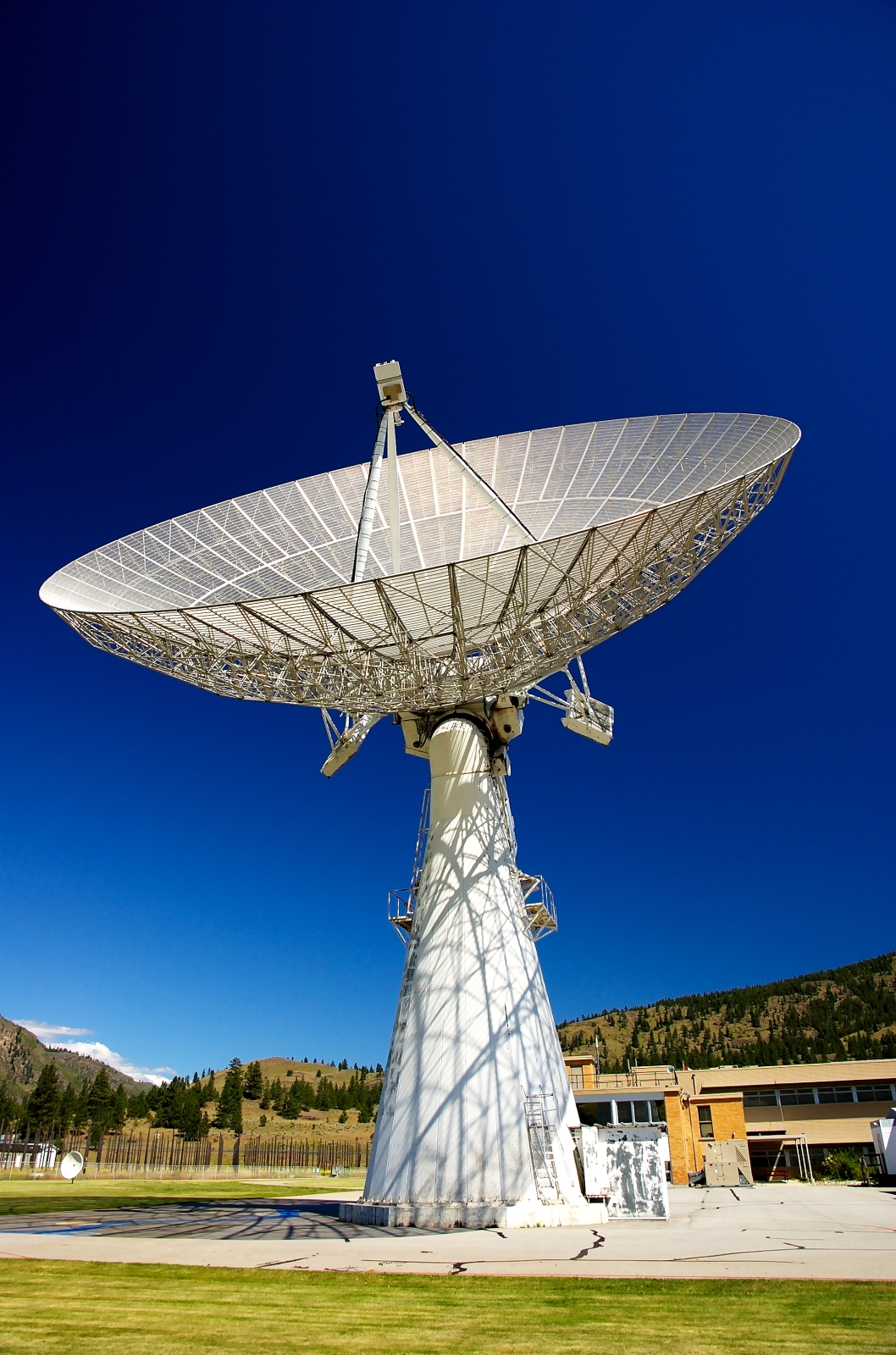
Das DRAO 26m Radio Teleskop in Kanada

Das Dominion Radio Astrophysical Observatory (DRAO) ist eine Forschungseinrichtung, gegründet 1960 die sich südwestlich von Penticton, British Columbia in Kanada, befindet. Auf dem Gelände befinden sich ein für Interferometer-Radioastronomie geeignetes Teleskop, ein weiteres 26 Meter großes Radioteleskop, eine Anlage für die Messung von solaren Radiowellen sowie ein interferometrisches Radioteleskop. Das DRAO wird vom Herzberg Institute of Astrophysics, einer Unterabteilung vom National Research Council of Canada, der kanadischen Regierung betrieben.

## Interferometer Radioastronomie
Das DRAO ist mit sieben jeweils 9 Meter großen Radioteleskopen für die Interferometer-Radioastronomie ausgestattet, die über eine Strecke von 600 Metern verteilt sind. Die Antennen sind mit Einfach- und Doppel-Receivern ausgestattet und arbeiten auf einer Frequenz von 408 MHz und 1420 MHz.

## 26-Meter-Teleskop
Mit dem 26-Meter-Teleskop ist man in der Lage, auf den Frequenzen 408 MHz und auf  1,5, 2,7, 4,9, 6,6 und 8,4 GHz Beobachtungen durchzuführen. Des Weiteren kann man auf den Frequenzen von 1,4, 1,6 und 6,6 GHz operieren. 

## Solare Radiomessung
Für die Messung der solaren Radiostrahlung nutzt man ein Teleskop, welches bei einer Wellenlänge von 10,7 cm arbeitet. 

## Ingenieurwissenschaftliche Laboratorien
In diesen Laboratorien werden neue Empfangstechniken erforscht, erprobt und konstruiert. Dazu zählen Empfänger und andere Komponenten, die für die Radioastronomie von Belang sind. Spezielle Projekte, die in diesen Forschungseinrichtungen durchgeführt wurden, sind heute einige Teile des Equipments des Very Large Array in New Mexico, USA sowie des James Clerk Maxwell Telescope auf Hawaii.

## CHIME-Experiment

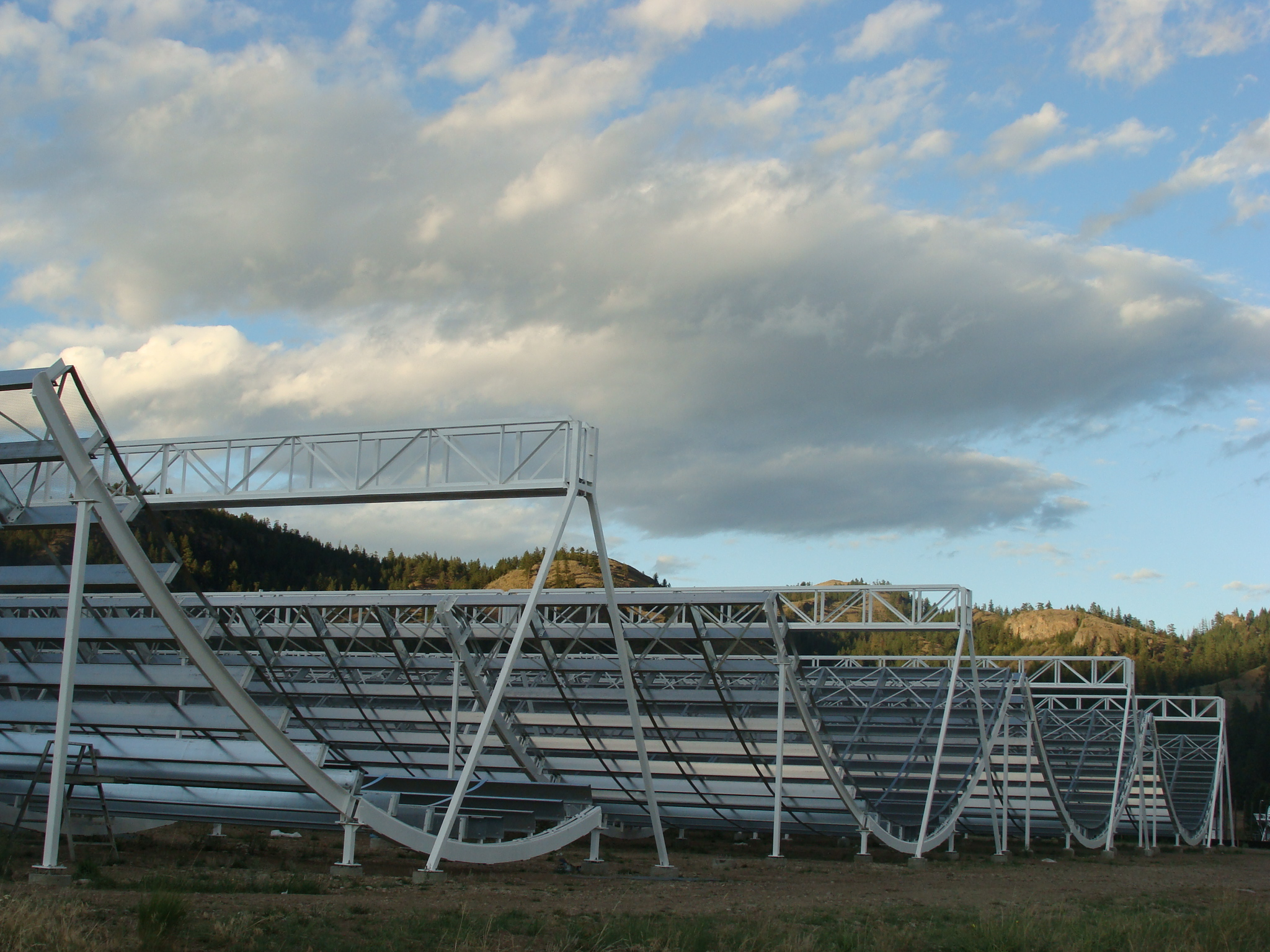
CHIME-Teleskop während des Baus (2015)

2017 wurde ein neues Teleskop erstellt, das Canadian Hydrogen Intensity Mapping Experiment, kurz CHIME. Der Bau begann 2013 mit einem Prototyp auf dem Gelände und wurde 2017 fertig gestellt, das First light war am 7. September 2018. Das Teleskop besteht aus vier  100*20 m großen Halbzylindern, die in Nord-Süd-Richtung angeordnet sind. Das Teleskop arbeitet bei Wellenlängen zwischen 400 und 800 MHz. Bereits im Probebetrieb wurden neue Fast Radio Bursts entdeckt.